# Eurata vulcanus
Eurata vulcanus är en fjärilsart som beskrevs av Walker 1854. Eurata vulcanus ingår i släktet Eurata och familjen björnspinnare. Inga underarter finns listade i Catalogue of Life.